# Munttoren

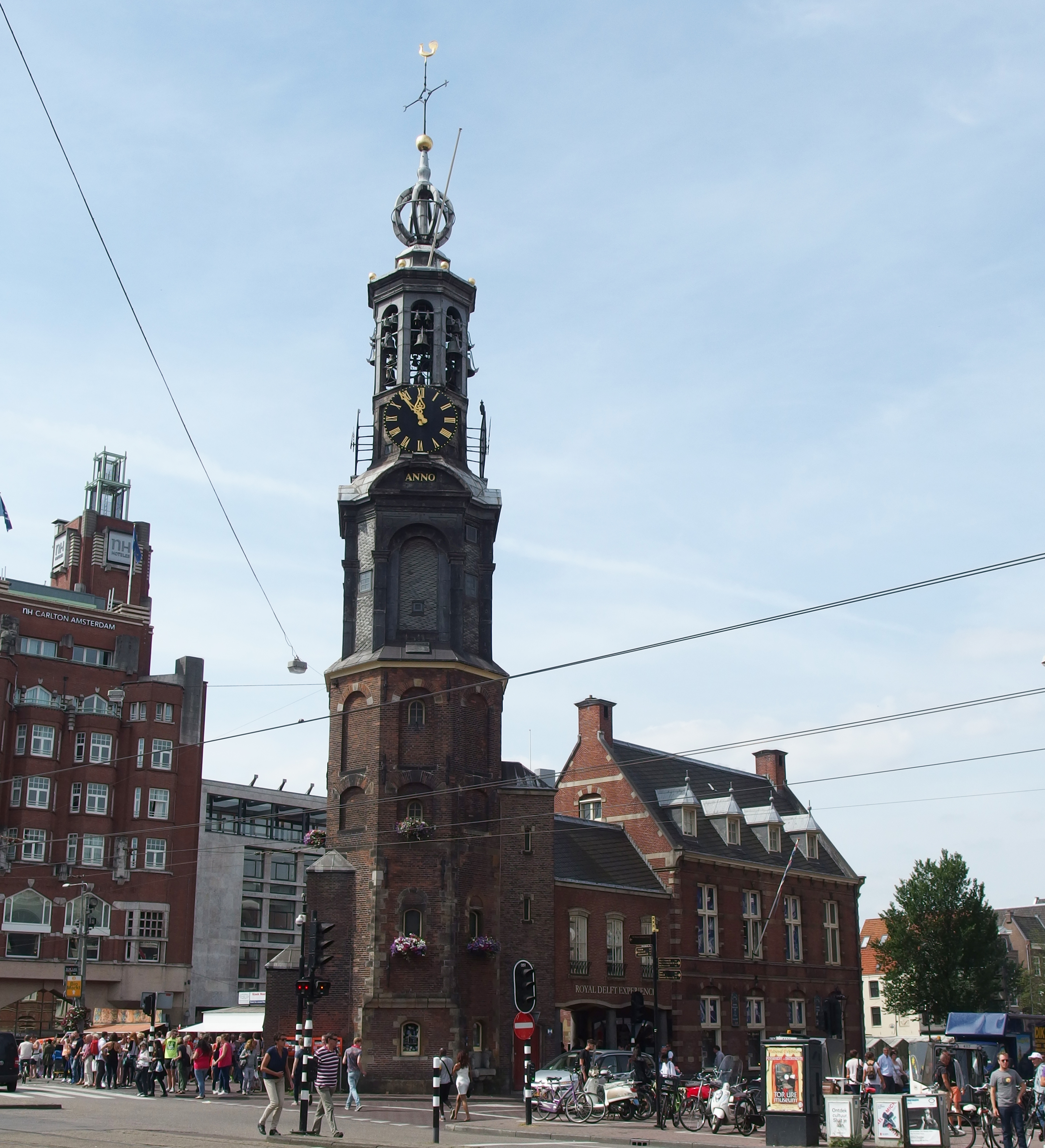
Vista del Munttoren, 2015.

La Munttoren (Torre de la Ceca) o Munt es una torre de la ciudad de Ámsterdam, en los Países Bajos. Se encuentra situada en la concurrida plaza Muntplein, donde se encuentran el río Amstel y el canal Singel, cercano al mercado de flores y al extremo este de la calle Kalverstraat.
La torre fue originalmente parte de la Regulierspoort, una de las principales puertas de la muralla medieval de la ciudad. La puerta, construida en la década de 1480, estaba compuesta de dos torres y un cuerpo de guardia. Después del incendio de la puerta en 1618, sólo se salvaron el cuerpo de guardia y parte de la torre occidental, que se reconstruyó en estilo renacentista, en 1620, con un cuerpo superior de forma octogonal y un elegante chapitel abierto que fue diseñado por Hendrick de Keyser, con un reloj de cuatro caras y un carillón de campanas.
El carillón se construyó en 1668 por Pieter Hemony, que añadió nuevas campanas que su hermano François y él habían realizado antes para la torre de la Bolsa de Ámsterdam en 1651. En 1873, se retiró el teclado original del carillón, para hacer cambios en el mecanismo de relojería. En 1960 se volvió a instalar un sistema manual con teclado. 
El nombre de la torre hace referencia a que se utilizó para la acuñación de monedas en el siglo XVII. En el Rampjaar (año del desastre) de 1672, cuando Inglaterra y Francia declararon la guerra a la República Holandesa y las tropas francesas ocuparon gran parte del país, la plata y el oro ya no podían ser transportados con seguridad a Dordrecht y Enkhuizen (donde se acuñaban normalmente las monedas), por lo que el cuerpo de guardia del Munttoren fue utilizado temporalmente para la acuñación.

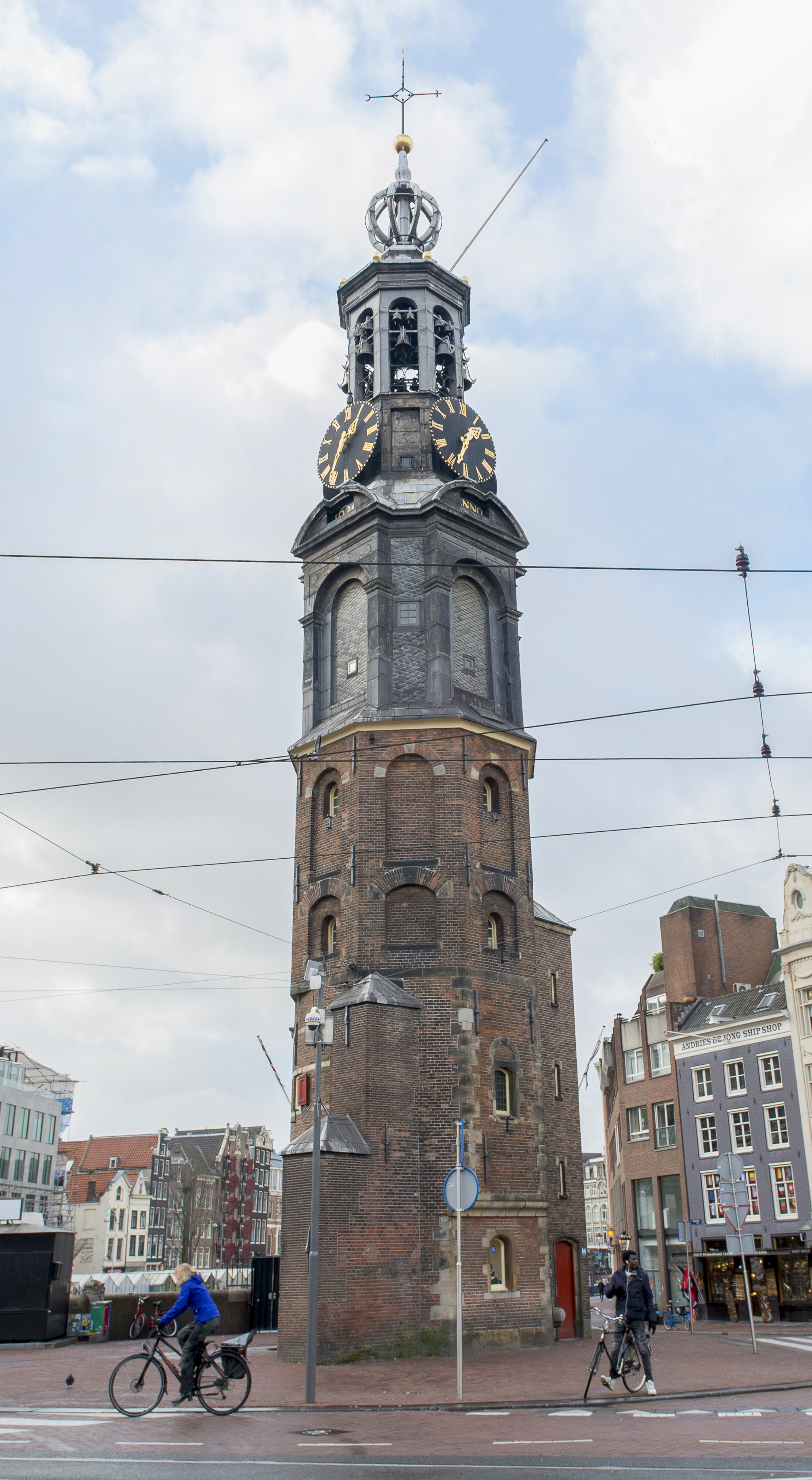
Munttoren

El edificio del cuerpo de guardia, adjunto a la torre, no corresponde a la estructura medieval original sino una reconstrucción del siglo XIX. La construcción original, que había sobrevivido al fuego de 1618 relativamente indemne, fue reemplazada por este nuevo edificio entre 1885 y 1887 en estilo neo-renacentista. Durante una renovación en 1938-39, se le añadió un paso inferior.